# Група Лоренца
Повною групою Лоренца називають множину перетворень
{\displaystyle \ x^{\mu }{'}=\Lambda ^{\mu \nu }x_{\nu }\qquad (1)},
які залишають квадратичну форму - норму 4-вектора
{\displaystyle \ s^{2}=x^{\mu }x_{\mu }=g_{\mu \nu }x^{\mu }x^{\nu }=x_{0}^{2}-\mathbf {x} ^{2}\qquad (2)}
інваріантною.
Названа на ім'я Гендріка Антона Лоренца.

## Повна група Лоренца. Компоненти зв'язності. Дискретні перетворення групи
Вирази {\displaystyle \ (1),(2)} дають класифікацію матриць неперервних перетворень {\displaystyle \ \Lambda }.
{\displaystyle \ g_{\mu \nu }x^{\mu }x^{\nu }=g_{\alpha \beta }x^{\alpha }{'}x^{\beta }{'}=g_{\alpha \beta }\Lambda _{\quad \mu }^{\alpha }\Lambda _{\quad \nu }^{\beta }x^{\mu }x^{\nu }\Rightarrow g_{\mu \nu }=g_{\alpha \beta }\Lambda _{\quad \mu }^{\alpha }\Lambda _{\quad \nu }^{\beta }\Rightarrow {\hat {\mathbf {g} }}={\hat {\mathbf {\Lambda } }}^{T}{\hat {\mathbf {g} }}{\hat {\mathbf {\Lambda } }}\qquad (3)}.
Звідси для визначників матриць зліва та зправа можна отримати
{\displaystyle \ det\left({\hat {\mathbf {g} }}\right)=-1=_{right}=det\left({\hat {\mathbf {\Lambda } }}^{T}{\hat {\mathbf {g} }}{\hat {\mathbf {\Lambda } }}\right)=-det({\hat {\mathbf {\Lambda } }})^{2}\Rightarrow det\left({\hat {\mathbf {\Lambda } }}\right)=\pm 1}.
На відміну від звичайного аналізу матриць перетворення Лоренца у рамках СТВ, треба залишити випадок з від'ємним визначником. Ці два випадки розбивають неперервні перетворення групи на дві підмножини, які не можна отримати одна з одної шляхом неперервних перетворень (такі підмножини називаються компонентами зв'язності). Ці дві підмножини називають {\displaystyle \ L_{+},L_{-}} відповідно. Перша з них містить одиничний елемент (в силу одиничності визначника), а отже, може називатися підгрупою. Друга одиничний елемент не містить, тому не є підгрупою.
Далі, умова {\displaystyle \ (3)} може розбити підмножини ще на дві підмножини. Використовуючи цей вираз для випадку {\displaystyle \ \mu ,\nu =0}, можна отримати
{\displaystyle \ g_{00}=1=_{right}=g_{\alpha \beta }\Lambda _{\quad 0}^{\alpha }\Lambda _{\quad 0}^{\beta }=\left(\Lambda _{\quad 0}^{0}\right)^{2}-\sum _{i=1}^{3}\left(\Lambda _{\quad 0}^{i}\right)^{2}\Rightarrow \left(\Lambda _{\quad 0}^{0}\right)^{2}=1+\sum _{i=1}^{3}\left(\Lambda _{\quad 0}^{i}\right)^{2}\geqslant 1}.
Звідси можливі два випадки:
{\displaystyle \ \Lambda _{\quad 0}^{0}\geqslant 1,\quad \Lambda _{\quad 0}^{0}\leqslant -1}.
Знову ж таки, матриці для першого випадку не можуть бути зведені до матриць другого випадку шляхом неперервних перетворень. Тому кожна з підмножин {\displaystyle \ L_{+},L_{-}} додатково розбивається на дві підмножини {\displaystyle \ L^{\uparrow },L^{\downarrow }} (стрілка вгору відповідає додатному значенню нульової компоненти матриці перетворення, стрілка вниз - від'ємному). Перша підмножина містить (може містити) одиничний елемент, а друга - не містить (нульова компонента може бути лише від'ємною, тому одиничний елемент не може бути представлений). Тому перша підмножина утворює підгрупу, а друга - ні.
Отже, група Лоренца складається із чотирьох компонент зв'язності
{\displaystyle \ L=L_{+}^{\uparrow }\cup L_{-}^{\uparrow }\cup L_{+}^{\downarrow }\cup L_{-}^{\downarrow }\qquad (4)}.
Не враховуючи об'єднань компонент, єдиною підгрупою у групі є компонента {\displaystyle \ L_{+}^{\uparrow }}. Ця компонента називається ортохронною (власною) групою Лоренца. Фізично їй відповідають перетворення Лоренца та напрямленість часу у "майбутнє".
Проте повна група Лоренца може містити не лише неперервні перетворення, а й дискретні. Дійсно, умова {\displaystyle \ (3)} допускає також перетворення
{\displaystyle \ \quad Ex=(x^{0},\mathbf {x} ),\quad Tx=(-x^{0},\mathbf {x} ),\quad Px=(x^{0},-\mathbf {x} ),\quad PTx=(-x^{0},-\mathbf {x} )}.
Перша операція відповідає одиничному елементу (чисто формально це відповідає дискретному перетворенню), друга - часовій інверсії, третя - просторовій інверсії, четверта - комбінації часової та просторової інверсій.
Явний вигляд матриць перетворень відповідає
{\displaystyle \ {\hat {\mathbf {E} }}=diag(1,1,1,1),\quad {\hat {\mathbf {T} }}=diag(-1,1,1,1),\quad {\hat {\mathbf {P} }}=diag(1,-1,-1,-1),\quad {\hat {\mathbf {P} \mathbf {T} }}=diag(-1,-1,-1,-1)}.
Такі дискретні перетворення можуть переводити одну компоненту зв'язності у іншу. Дійсно, другу компоненту зв'язності з {\displaystyle \ (.4)} можна отримати з першої при дії на неї перетворення {\displaystyle \ TP}, третю - при дії {\displaystyle \ T}-перетворення, четверту - при дії {\displaystyle \ P}-перетворення. Тому має сенс аналізувати лише ортохронну групу Лоренца (її позначають як {\displaystyle \ SO^{\uparrow }(3,1)}).

## Ортохронна група Лоренца. Генератори та алгебра групи
Ортохронна група Лоренца - 6-параметрична група {\displaystyle \ SO(3,1)}, що об'єднує групи обертань у 3-вимірному просторі та лоренцівських бустів у 4-вимірному просторі-часі.
Розглядається простір-час, і для нього - обертання навколо фіксованих ортогональних осей {\displaystyle \ Ox_{i}} на кути {\displaystyle \ \alpha _{i}} та перетворення Лоренца при співнапрямленні вектора відносної швидкості {\displaystyle \ v_{i}} ІСВ вздовж осей {\displaystyle \ Ox_{i}}. Відповідні перетворення мають вигляд
{\displaystyle \ x_{i}{'}=\gamma (x_{i}-vt),\quad x_{j}{'}=x_{j},\quad t'=\gamma (t-{\frac {vx_{i}}{c^{2}}})},
{\displaystyle \ x'=xcos(\alpha )+ysin(\alpha ),y'=-xsin(\alpha )+ycos(\alpha )},
{\displaystyle \ x'=xcos(\alpha )+zsin(\alpha ),z'=-xsin(\alpha )+zcos(\alpha )},
{\displaystyle \ y'=ycos(\alpha )+zsin(\alpha ),z'=-ysin(\alpha )+zcos(\alpha )},
а матриці переходу -
{\displaystyle \ {\hat {L}}_{x}={\begin{pmatrix}\gamma _{1}&-\gamma _{1}{\frac {v_{1}}{c^{2}}}&0&0\\-\gamma _{1}v_{1}&\gamma _{1}&0&0\\0&0&1&0\\0&0&0&1\end{pmatrix}},\quad {\hat {L}}_{y}={\begin{pmatrix}\gamma _{2}&0&-\gamma _{2}{\frac {v_{2}}{c^{2}}}&0\\0&1&0&0\\-\gamma _{2}v_{2}&0&\gamma _{2}&0\\0&0&0&1\end{pmatrix}},\quad {\hat {L}}_{z}={\begin{pmatrix}\gamma _{3}&0&0&-\gamma _{3}{\frac {v_{3}}{c^{2}}}\\0&1&0&0\\0&0&1&0\\-\gamma _{3}v_{3}&0&0&\gamma _{3}\end{pmatrix}}},
{\displaystyle \ {\hat {R}}_{x}={\begin{pmatrix}1&0&0&0\\0&1&0&0\\0&0&cos(\alpha _{1})&sin(\alpha _{1})\\0&0&-sin(\alpha _{1})&cos(\alpha _{1})\end{pmatrix}},\quad {\hat {R}}_{y}={\begin{pmatrix}1&0&0&0\\0&cos(\alpha _{2})&0&sin(\alpha _{2})\\0&0&1&0\\0&-sin(\alpha _{2})&0&cos(\alpha _{2})\end{pmatrix}},\quad {\hat {R}}_{z}={\begin{pmatrix}1&0&0&0\\0&cos(\alpha _{3})&sin(\alpha _{3})&0\\0&-sin(\alpha _{3})&cos(\alpha _{3})&0\\0&0&0&1\end{pmatrix}}}.
Щоб отримати генератори групи, треба матриці розкласти в ряд по параметрах перетворення, залишивши лише лінійні по параметрах матриці (генератором буде матриця при параметрі). Для матриць перетворення Лоренца у такому випадку {\displaystyle \ \gamma _{i}\approx 1}, для матриць повороту - {\displaystyle \ cos(\alpha _{i})\approx 1,sin(\alpha _{i})\approx \alpha _{i}}, і тоді генератори перетворень мають вигляд
{\displaystyle \ {\hat {\mathbf {L} }}_{1}={\begin{pmatrix}0&-{\frac {1}{c^{2}}}&0&0\\-1&0&0&0\\0&0&0&0\\0&0&0&0\end{pmatrix}},\quad {\hat {\mathbf {L} }}_{2}={\begin{pmatrix}0&0&-{\frac {1}{c^{2}}}&0\\0&0&0&0\\-1&0&0&0\\0&0&0&0\end{pmatrix}},\quad {\hat {\mathbf {L} }}_{3}={\begin{pmatrix}0&0&0&-{\frac {1}{c^{2}}}\\0&0&0&0\\0&0&0&0\\-1&0&0&0\end{pmatrix}}},
{\displaystyle \ {\hat {\mathbf {R} }}_{1}={\begin{pmatrix}0&0&0&0\\0&0&0&0\\0&0&0&1\\0&0&-1&0\end{pmatrix}},\quad {\hat {\mathbf {R} }}_{2}={\begin{pmatrix}0&0&0&0\\0&0&0&1\\0&0&0&0\\0&-1&0&0\end{pmatrix}},\quad {\hat {\mathbf {R} }}_{3}={\begin{pmatrix}0&0&0&0\\0&0&1&0\\0&-1&0&0\\0&0&0&0\end{pmatrix}}}.
Алгебру групи визначають комутатори генераторів. На прикладі комутатора генераторів {\displaystyle \ {\hat {\mathbf {L} }}_{1},{\hat {\mathbf {L} }}_{2}} перетворення Лоренца можна продемонструвати отримання комутаційних співвідношень:
{\displaystyle \ [{\hat {\mathbf {L} }}_{1},{\hat {\mathbf {L} }}_{2}]={\begin{pmatrix}0&-{\frac {1}{c^{2}}}&0&0\\-1&0&0&0\\0&0&0&0\\0&0&0&0\end{pmatrix}}{\begin{pmatrix}0&0&-{\frac {1}{c^{2}}}&0\\0&0&0&0\\-1&0&0&0\\0&0&0&0\end{pmatrix}}-{\begin{pmatrix}0&0&-{\frac {1}{c^{2}}}&0\\0&0&0&0\\-1&0&0&0\\0&0&0&0\end{pmatrix}}{\begin{pmatrix}0&-{\frac {1}{c^{2}}}&0&0\\-1&0&0&0\\0&0&0&0\\0&0&0&0\end{pmatrix}}={\begin{pmatrix}0&0&0&0\\0&0&{\frac {1}{c^{2}}}&0\\0&0&0&0\\0&0&0&0\end{pmatrix}}-{\begin{pmatrix}0&0&0&0\\0&0&0&0\\0&{\frac {1}{c^{2}}}&0&0\\0&0&0&0\end{pmatrix}}=}
{\displaystyle \ ={\frac {1}{c^{2}}}{\hat {\mathbf {R} }}_{3}}.
Проводячи аналогічні розрахунки, можна отримати комутаційні співвідношення для усіх матриць:
{\displaystyle \ [{\hat {\mathbf {R} }}_{i},{\hat {\mathbf {R} }}_{j}]=-\varepsilon _{ijk}{\hat {\mathbf {R} }}_{k},\quad [{\hat {\mathbf {L} }}_{i},{\hat {\mathbf {R} }}_{j}]=-\varepsilon _{ijk}{\hat {\mathbf {L} }}_{k},\quad [{\hat {\mathbf {L} }}_{i},{\hat {\mathbf {L} }}_{j}]={\frac {1}{c^{2}}}\varepsilon _{ijk}{\hat {\mathbf {R} }}_{k}}.
Видно, що при {\displaystyle \ c->\infty } останній комутатор рівен нулю (результат для генератора перетворення Галілея). Ненульові комутатори для генераторів виражають той факт, що композиція двох перетворень у загальному випадку (або повороти навколо різних вісей, або перетворення Лоренца при непаралельних двох відносних швидкостях) не дає знову перетворення Лоренца. Символи Леві-Чивіта у кожному комутаторі пов'язані з тим, що група Лоренца - група обертання у 4-вимірному просторі-часі.
Як видно, комутатори двох генераторів лоренцевських бустів рівні, з точністю до коефіцієнта, генератору тривимірних обертань. Цей факт пов'язаний із тим, що група Лоренца не є унітарною. Дійсно, перейшовши від антиермітових (комплексне спряження та транспонування дає умову на коефіцієнти {\displaystyle \ a_{ji}^{*}=-a_{ij}}) матриць {\displaystyle \ {\hat {\mathbf {R} }}_{i}} до матриць {\displaystyle \ -i{\hat {\mathbf {R} }}_{i}}, які не змінюються при ермітовому спряженні, і від матриць {\displaystyle \ {\hat {\mathbf {L} }}_{i}} до матриць {\displaystyle \ -i{\hat {\mathbf {L} }}_{i}}, можна отримати вирази комутаторів
{\displaystyle \ [{\hat {\mathbf {R} }}_{i},{\hat {\mathbf {R} }}_{j}]=i\varepsilon _{ijk}{\hat {\mathbf {R} }}^{k},\quad [{\hat {\mathbf {L} }}_{i},{\hat {\mathbf {R} }}_{j}]=i\varepsilon _{ijk}{\hat {\mathbf {L} }}^{k},\quad [{\hat {\mathbf {L} }}_{i},{\hat {\mathbf {L} }}_{j}]=-i{\frac {1}{c^{2}}}\varepsilon _{ijk}{\hat {\mathbf {R} }}^{k}}.
Із них видно, що при ермітовому представленні групи обертань (яка є підгрупою Лоренца) група лоренцевських бустів є антиермітовою (а отже, не унітарною) і некомпактною (комутатор двох генераторів бустів дає генератор обертань). Умова унітарності оператора пов'язана із збереженням норми деякої величини незалежно від системи відліку. Отже, таким чином, представленням групи Лоренца не можна описувати частинки (вони мають додатно визначену лоренц-інваріантну норму, пов'язану із масою, а у квантовій механіці густина їх ймовірності описується додатньо визначеним квадратом модуля амплітуди хвильового вектора). Проте за допомогою неї можна класифікувати представлення полів по відношенню до перетворень Лоренца (оскільки величинами, що спостерігаються, я білінійні функції полів).

## "Розщеплення" алгебри групи. Оператори Казиміра групи
Можна "розщепити" алгебру комутаторів, ввівши ермітові (в силу ермітовості генератора обертань та антиермітовості генератора бустів) оператори
{\displaystyle \ {\hat {\mathbf {J} }}_{k}={\frac {1}{2}}({\hat {\mathbf {R} }}_{k}+i{\hat {\mathbf {L} }}_{k}),\quad {\hat {\mathbf {K} }}_{k}={\frac {1}{2}}({\hat {\mathbf {R} }}_{k}+i{\hat {\mathbf {L} }}_{k})}.
Їх алгебра задовільняє наступним співвідношенням (перевіряється у матричному вигляді):
{\displaystyle \ [{\hat {\mathbf {J} }}_{i},{\hat {\mathbf {J} }}_{j}]=i\varepsilon _{ijk}{\hat {\mathbf {J} }}^{k},[{\hat {\mathbf {K} }}_{i},{\hat {\mathbf {K} }}_{j}]=i\varepsilon _{ijk}{\hat {\mathbf {K} }}^{k},\quad [{\hat {\mathbf {J} }}_{i},{\hat {\mathbf {K} }}_{j}]=0\qquad (5)}.
Тепер можна отримати спектр власних значень для операторів {\displaystyle \ {\hat {\mathbf {J} }}_{3},{\hat {\mathbf {K} }}_{3}} - він складає послідовність з {\displaystyle \ 2j+1} чисел {\displaystyle \ j,j-1,...,-j}, де {\displaystyle \ j} - додатне ціле чи напівціле число. Аналогічний спектр мають і оператори груп {\displaystyle \ SO(3)} та {\displaystyle \ SU(2)}.
Отже, за допомогою введення операторів {\displaystyle \ {\hat {\mathbf {J} }}_{3},{\hat {\mathbf {K} }}_{k}} алгебра групи Лоренца розщепилася на дві алгебри виду алгебри груп {\displaystyle \ SU(2)} чи {\displaystyle \ SO(3)}. Кожна з алгебр повністю характеризується максимальним власним числом {\displaystyle \ j_{i}}. Можна також ввести матриці-оператори, які комутують із усіма операторами відповідної групи. Такі оператори називаються операторами Казиміра. Такими матрицями у даному випадку є квадрати операторів відповідної групи:
{\displaystyle \ {\hat {\mathbf {J} }}^{2}={\hat {\mathbf {J} }}_{i}{\hat {\mathbf {J} }}^{i}={\hat {\mathbf {J} }}_{+}{\hat {\mathbf {J} }}_{-}+{\hat {\mathbf {J} }}_{-}{\hat {\mathbf {J} }}_{+}+{\hat {\mathbf {J} }}_{3}^{2},\quad {\hat {\mathbf {K} }}^{2}={\hat {\mathbf {K} }}_{i}{\hat {\mathbf {K} }}^{i}={\hat {\mathbf {K} }}_{+}{\hat {\mathbf {K} }}_{-}+{\hat {\mathbf {K} }}_{-}{\hat {\mathbf {K} }}_{+}+{\hat {\mathbf {K} }}_{3}^{2}}.
Нескладно перевірити, що
{\displaystyle \ [{\hat {\mathbf {K} }}_{i},{\hat {\mathbf {K} }}^{2}]=0,\quad [{\hat {\mathbf {J} }}_{i},{\hat {\mathbf {J} }}^{2}]=0},
тому вектори {\displaystyle \ \psi _{k}} операторів відповідної групи є власними векторами операторів Казиміра, і, наприклад, для власного вектора {\displaystyle \ \psi _{j}}
{\displaystyle \ {\hat {\mathbf {J} }}^{2}\psi _{j}=\left({\hat {\mathbf {J} }}_{+}{\hat {\mathbf {J} }}_{-}+{\hat {\mathbf {J} }}_{-}{\hat {\mathbf {J} }}_{+}+{\hat {\mathbf {J} }}_{3}^{2}\right)\psi _{j}=\left([{\hat {\mathbf {J} }}_{+},{\hat {\mathbf {J} }}_{-}]+2{\hat {\mathbf {J} }}_{-}{\hat {\mathbf {J} }}_{+}+{{\hat {\mathbf {J} }}_{3}}^{2}\right)\psi _{j}=|{\hat {\mathbf {J} }}_{+}\psi _{j}=0|=(j^{2}+j)\psi _{j}=j(j+1)\psi _{j}}.

## Класифікація полів по відношенню до перетворень за загальним незвідним представленням групи Лоренца
| Симетрія у фізиці            | Симетрія у фізиці                 | Симетрія у фізиці            |
| Перетворення                 | Відповідна інваріантність         | Відповідний закон збереження |
| ---------------------------- | --------------------------------- | ---------------------------- |
| ⭥Трансляції часу             | Однорідність часу                 | …енергії                     |
| ⊠ C, P, CP і T-симетрії      | Ізотропність часу                 | …парності                    |
| ⭤ Трансляції простору        | Однорідність простору             | …імпульсу                    |
| ↺ Обертання простору         | Ізотропність простору             | …моменту імпульсу            |
| ⇆ Група Лоренца (бусти)      | Відносність Лоренц-коваріантність | …руху центра мас             |
| ~ Калібрувальне перетворення | Калібрувальна інваріантність      | …заряду                      |

Як було написано вище, представленнями групи Лоренца не можна характеризувати частинки. Проте ними можна (а більше того - і треба) описувати поля, оскільки вони не зобов'язані мати лоренц-інваріантну норму. Дійсно, довільне незвідне представлення групи Лоренца можна подати через прямий добуток незвідних представлень груп {\displaystyle \ SU(2)} чи {\displaystyle \ SO(3)}. Це представлення характеризується набором максимальних власних значень {\displaystyle \ (j_{1},j_{2})} відповідних операторів цих груп:
{\displaystyle \ {\hat {\mathbf {S} }}^{(j_{1},j_{2})}={\hat {\mathbf {S} }}^{j_{1}}\times {\hat {\mathbf {S} }}^{j_{2}}},
де {\displaystyle \ {\hat {\mathbf {S} }}^{j_{i}}} - матриці незвідних представлень групи {\displaystyle \ SU(2)} чи {\displaystyle \ SO(3)}, які мають розмірність {\displaystyle \ (2j_{i}+1)}.
Відповідно до цього, якщо є деяка багатокомпонентна величина, то вона перетворюється по такому загальному представленню при перетвореннях Лоренца та 3-поворотах як
{\displaystyle \ \psi _{\alpha \beta }'=S_{\alpha \mu }^{j_{1}}S_{\beta \nu }^{j_{2}}\psi _{\mu \nu }}.
Розмірність багатокомпонентної величини складає {\displaystyle \ (2j_{1}+1)\times (2j_{2}+1)}. Тепер можна класифікувати ці величини у залежності від значень {\displaystyle \ (j_{1},j_{2})}.
Якщо представлення має вигляд {\displaystyle \ (0,0)}, то це відповідає скаляру. Дійсно, нульові значення максимальних власних чисел дають також відсутність матриць незвідних представлень для перетворення даної величини (формально, залишаються лише одиничні матриці розмірності {\displaystyle \ (0+1)\times (0+1)}, і сама величина має таку ж саму розмірність), а отже, величина ніяк не змінюється при 3-поворотах чи лоренцівських бустах. Це відповідає скаляру. Відповідне поле, що пов'язане з ним, може бути суто дійсним або комплексним.
Якщо представлення має вигляд {\displaystyle \ \left({\frac {1}{2}},0\right)} або {\displaystyle \ \left(0,{\frac {1}{2}}\right)}, то розмірність багатокомпонентної величини складає {\displaystyle \ 2\times 1}, і вона називається спінором (відповідно лівим або правим).
Для представлення {\displaystyle \ (1,0)} або {\displaystyle \ (0,1)} перетворюваною величиною є 3-вектор {\displaystyle \ \mathbf {a} +i\mathbf {b} }, окремі компоненти якого перетворюються як антисиметричний тензор.
Нарешті, представлення {\displaystyle \ \left({\frac {1}{2}},{\frac {1}{2}}\right)} характеризує 4-вектор. Він представляється матрицею із розмірністю {\displaystyle \ 2\times 2} за допомогою спінорного формалізму.
Величина {\displaystyle \ j_{1}+j_{2}} характеризує представлення наступним чином: якщо сума є цілим числом, то представлення є однозначним (векторним), якщо напівцілим - то двозначним (спінорним). Найпростіше це продемонструвати на прикладі перетворення спінора при повороті на {\displaystyle \ 2\pi } навколо певної осі. Його компоненти змінюють знак на протилежний. А отже, для даної орієнтації компоненти спінора можуть приймати два різні значення.
Окрім того, величина {\displaystyle \ j_{1}+j_{2}} є максимальним власним числом незвідного представлення оператора {\displaystyle \ {\hat {\mathbf {J} }}_{3}+{\hat {\mathbf {K} }}_{3}={\hat {\mathbf {R} }}_{3}}, який є генератором обертань навколо осі {\displaystyle \ Oz}. Таке представлення є унітарним, тому величина {\displaystyle \ j_{1}+j_{2}} відповідає спостережуваній величині. Ця сума, з точністю до множника {\displaystyle \ \hbar }, є спіном.